# Marmasece
Marmasece, ime jednog plemena s Puget Sounda, koji su prema jednom starom Lummi Indijancu živjeli na mjestu gdje danas živi njegov narod, i od kojega su istrebljeni. Spominje ih Fitzhugh u Ind. Aff. Rep., 327, 1858.